# Brotte-lès-Ray
Brotte-lès-Ray település Franciaországban, Haute-Saône megyében. Lakosainak száma 66 fő (2022. január 1.). Brotte-lès-Ray Volon, Lavoncourt, Membrey, Roche-et-Raucourt, Tincey-et-Pontrebeau és Vaite községekkel határos.

## Népesség
A település népességének változása:
| Lakosok száma | 73   | 74   | 76   | 75   | 76   | 76   | 77   | 72   | 66   |
|               | 2013 | 2015 | 2016 | 2017 | 2018 | 2019 | 2020 | 2021 | 2022 |